# San Silvestre Vallecana

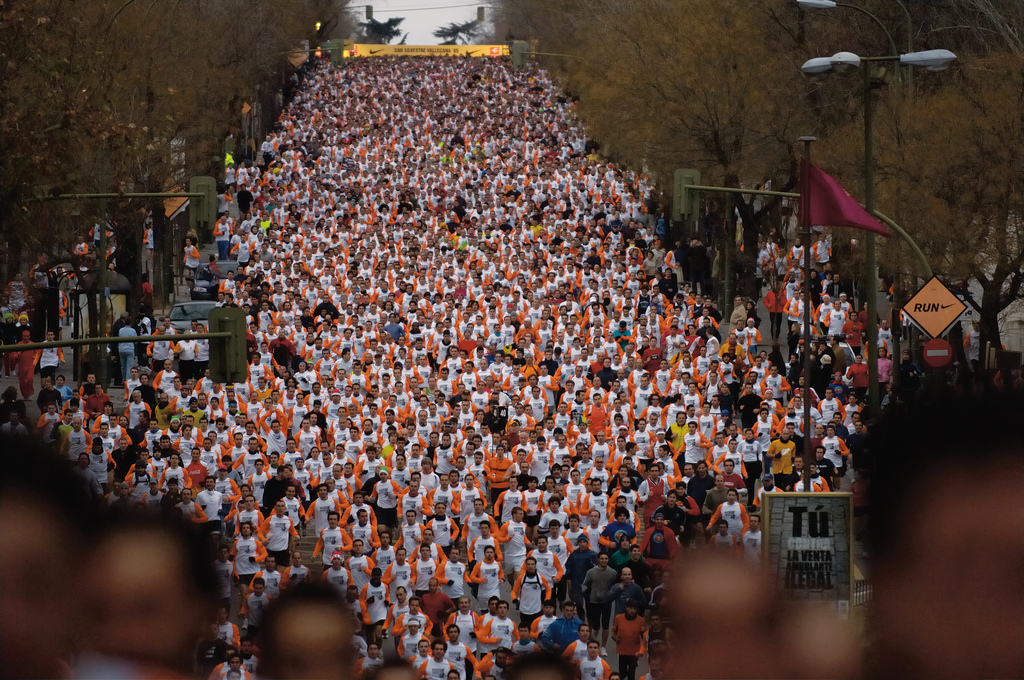
San Silvestre Vallecana 2005.

A San Silvestre Vallecana é uma corrida de 10 km de distância que se corre em Madri a cada 31 de dezembro, dia de San Silvestre. Na actualidade há duas edições, a San Silvestre Popular (com participação aberta para qualquer pessoa maior de 10 anos), e a San Silvestre Internacional (para um máximo de 500 atletas com uma marca inferior a 38' em homens e 45' em mulheres).

## História
A primeira corrida disputou-se em 1964 sendo só para corredores profissionais. Foi criada por Antonio Sabugueiro e um grupo de amigos (com o nome de Grande Prêmio de Vallecas), a imagem e semelhança da que se corria na cidade brasileira de São Paulo, no dia de Nochevieja, dantes das familiares uvas. Nesta primeira edição, tomaram a saída 57 corredores. Em 1981 acrescenta-se a categoria feminina.

## Percurso
- Dantes do 2006: a prova passava pelo centro de Madri, saindo da rua Serrano, passando pela Praça da Independência, Alfonso XII, Passeio do Prado, Praça de Cibeles, Glorieta do Imperador Carlos V (Atocha), Avenida Cidade de Barcelona, Passeio da Albufera, San Diego e terminava no estádio Teresa Rivero (estádio do Raio Vallecano) a prova internacional, e na rua Payaso Fofó a popular.

- No ano 2006 ambas edições variaram o percurso. A popular começa às 18:00 em Concha Espinha (Plaza Sagrados Corazones) (ver mapa) e passa por Serrano, Praça da Independência, Alcalá, Cibeles, Passeio do Prado, Praça Imperador Carlos V, Cidade de Barcelona, Avenida da Albufera, Sierra de Cadí, Carlos Martín Álvarez e Martínez da Riva para finalizar em Candilejas (esquina com Tempos Modernos) (ver mapa). O percurso da Prova Internacional (20:00 horas) é similar ao da prova popular até a Avenida da Albufera, momento no que se desvia por Monte Igueldo (ver mapa), Martínez da Riva, Carlos Martín Álvarez e Ribeiro do Olivar para finalizar, como sempre, no Estádio Teresa Rivero de Vallecas (ver mapa).

## Palmarés
| Ano  | Vencedor Masculino       | Vencedora Femenina |
| 1964 | Jesús Hurtado            | -                  |
| 1965 | Jesús Hurtado            | -                  |
| 1966 | Mariano Haro             | -                  |
| 1967 | Mohammed G.              | -                  |
| 1968 | Javier Álvarez           | -                  |
| 1969 | -                        | -                  |
| 1970 | Mike Tagg                | -                  |
| 1971 | Mike Tagg                | -                  |
| 1972 | Roger Clark              | -                  |
| 1973 | Mariano Haro             | -                  |
| 1974 | Ian Stewart              | -                  |
| 1975 | Fernando Cerrada         | -                  |
| 1976 | Jim Dingwall             | -                  |
| 1977 | Alastair Hutton          | -                  |
| 1978 | Nat Muir                 | -                  |
| 1979 | Carlos Lopes             | -                  |
| 1980 | Carlos Lopes             | -                  |
| 1981 | Alex Halgeesten          | Grete Waitz        |
| 1982 | Steve Harris             | Iciar Martínez     |
| 1983 | José Luis González       | Iciar Martínez     |
| 1984 | Dave Lewis               | Carmen Mingorance  |
| 1985 | Dave Lewis               | Mercedes Calleja   |
| 1986 | Antonio Leitao           | Carmen Valero      |
| 1987 | José Luis González       | Tania Mercheries   |
| 1988 | Gery Curtis              | Carmen Mingorance  |
| 1989 | Arturo Barrios           | Carmen Fuentes     |
| 1990 | Ondoro Osoro             | Aurora Pérez       |
| 1991 | Ondoro Osoro             | Rosa Mota          |
| 1992 | Paul Bitok               | María Luisa Muñoz  |
| 1993 | Ondoro Osoro             | Sonia Escudero     |
| 1994 | Martín Fiz               | Montse Martínez    |
| 1995 | Enrique Molina           | Laura Jiménez      |
| 1996 | Isaac Viciosa            | Aurora Pérez       |
| 1997 | Alberto García Fernández | Patricia Arribas   |
| 1998 | Fabián Roncero           | Patricia Arribas   |
| 1999 | Jon Brown                | Tereza Johannes    |
| 2000 | Isaac Viciosa            | Patricia Arribas   |
| 2001 | Isaac Viciosa            | María Abel         |
| 2002 | Isaac Viciosa            | Marta Domínguez    |
| 2003 | Chema Martínez           | Marta Domínguez    |
| 2004 | Craig Mottram            | Benita Johnson     |
| 2005 | Eliud Kipchoge           | Paula Radcliffe    |
| 2006 | Eliud Kipchoge           | Jelena Prokopcuka  |
| 2007 | Kiprono Menjo            | Vivian Cheruiyot   |